# Ассаэль, Миколь
Миколь Ассаэль (итал. Micol Assaël, род. 1979, Рим, Италия) — современная итальянская художница, работающая в жанре инсталляция.

## Биография и творчество
Миколь Ассаэль родилась в 1979 году в Риме. Художница получила образование на философском факультете Римского университета Ла Сапиенца. На протяжении долгого времени Миколь так же активно работала и за пределами Рима: в Греции, Исландии и Москве. Основным лейтмотивом творчества Миколь можно назвать взаимодействие природных и техногенных явлений. В её работах причудливо переплетаются явления физического мира и электротехника, музыка, магнетизм, запахи, ветер или само электричество.

## Наиболее значимые работы и выставки
Персональные выставки работ Ассаэль были организованы в Кунстхалле Базеля (2007), в Пале де Токио в Париже (2009), в Доме сецессиона в Вена (2009), в Музее Фридерицианум в Касселе (2009) и в Музее современного искусства в Больцано (2010).
Миколь также принимала участие во многих групповых выставках на Венецианской биеннале в 2003 и 2005 годах, на Манифесте в 2004, на Московской биеннале современного искусства 2005 года, на Берлинской биеннале в 2006 году, на Сиднейской биеннале в 2008 году и другие.
Наиболее известной и воспроизводимой персональной выставкой Миколь является ILIOKATAKINIOMUMASTILOPSARODIMAKOPIOTITA (куратор Андреа Лиссони). Название проекта состоит из греческих корней, образующих бессмысленный лексический конструкт, фонетически больше напоминающий музыкальную скороговорку, заранее пресекающую какие-либо интерпретации. Тем самым звук вновь становится объединяющим творчеством художницы мотивом. Выставка состоит из пяти работ, выполненных в разное время, каждую из которых можно рассматривать как концептуализацию микросреды, в которой может обитать человек: 432 Hz, Mindfall, Vorkuta, Untitled и Sub.